# Lord Siva
Lord Siva (* 24. November 1989 in Aalborg; eigentlich Brian Sivabalan) ist ein dänischer Rapper und Popsänger. Bekannt wurde er ab 2019 durch seine Nummer-eins-Hits Paris und Solhverv.

## Biografie
Aufgewachsen ist Brian Sivabalan in Aalborg im Norden Dänemarks. Er war als Lord Siva Teil der Rapcrew HvaEvigt, bevor er den Produzenten Carl Barsk traf. Mit ihm nahm er 2014 die EPs 100 und 180 auf. Mit der zweiten EP gelang ihm seine erste Platzierung in den dänischen Charts. Sivabalan ging nach Kopenhagen, aber trotz weiterer Veröffentlichungen wurde es erst einmal ruhig um ihn. Sein Debütalbum 3 blieb 2017 ohne große Beachtung.
2019 arbeitete er mit dem Sänger und Produzenten William Frederik Asingh alias Vera zusammen und nahm eine EP mit 5 Songs auf, darunter Paris. Das stieg Anfang März auf Platz 35 ein und stand am Monatsende auf Platz 1 der Charts, wo er 3 Wochen blieb. Sein zweites Album Lys, das ein Jahr später erschien, schaffte es diesmal in die Charts, kam aber über eine Woche auf Platz 15 nicht hinaus.
Im selben Jahr veröffentlichte Lord Siva eine weitere Single mit dem Titel Solhverv, einer Version des gleichnamigen Lieds von Humørekspressen mit neuem Text von Sivabalan. Erneut stieg das Lied niedrig ein und wurde dann zum Sommerhit. Es kletterte in wenigen Wochen bis auf Platz 1 der Charts. Nach seinem Auftritt zum Jahresende beim Finale von Vild med dans, der dänischen Let’s-Dance-Ausgabe, stieg das Lied in der ersten Januarwoche 2021 ein zweites Mal in die Charts ein und kam nochmal auf Platz 1.
Sivabalan ist mit dem Model Ulrikke Toft Simonsen verlobt.

## Diskografie
Alben
- 100 (EP, 2014)
- 180 (EP, 2014)
- 3 (2017)
- Lord Siva & Vera (EP, 2019)
- Lys (2020)

Lieder
- Fortæl dem (Ukendt Kunstner feat. Lord Siva, 2015, DK: Platin)
- Affiché (featuring Karl William, 2015)
- Byen der larmer (2015, DK: Gold)
- Vi ses (2016)
- Blind (2016)
- 3. dag (2017)
- 48 timer (2017)
- La haine (2017)
- Ventet (2018)
- Elegant (featuring Unge Ferrari, 2018)
- Paris (featuring Vera, 2019)
- Oh My God (featuring Vera, 2019)
- Solhverv (2020)
- Nobody’s Lover (Clara featuring Lord Siva, 2020, DK: Platin)
- Stjernerne (2020)
- Room for Love (featuring Vera, 2020, DK: Platin)
- Push It to the Limit (mit Sivas, 2021)
- Sig det (2021)
- Material Girl (mit Sivas, 2022)
- California Dreamin’ (2025)